# بنزوثيازيبين

ديلتيازيم، ويحتوي على حلقة 1,4-ثيازيبين في الوسط.

البنزوثيازيبينات (بالإنجليزية: Benzothiazepines)‏ هي مركبات ثيازيبين تحتوي على حلقة بنزين واحدة مرتبطة بها.
أحد الأمثلة هو ديلتيازيم وهو من محصرات قنوات الكالسيوم وله صفات وسط بين فيراباميل ومركبات ثنائي هيدرو البيريدين، يستخدم في علاج ذبحة برنزميتال وغيرها.